# العلاقات الإيرانية البيروية
العلاقات الإيرانية البيروفية هي العلاقات الثنائية التي تجمع بين إيران وبيرو.

## مقارنة بين البلدين
هذه مقارنة عامة ومرجعية للدولتين:
| وجه المقارنة                                              | إيران                    | بيرو                                   |
| --------------------------------------------------------- | ------------------------ | -------------------------------------- |
| المساحة (كم2)                                             | 1.65 مليون               | 1.29 مليون                             |
| عدد السكان (نسمة)                                         | 79.97 مليون              | 32.16 مليون                            |
| الكثافة السكانية (ن./كم²)                                 | 48.47                    | 24.93                                  |
| العاصمة                                                   | طهران                    | ليما                                   |
| اللغة الرسمية                                             | لغة فارسية               | اللغة الإسبانية، اللغة الأيمرية، كتشوا |
| العملة                                                    | ريال إيراني              | سول بيروفي جديد                        |
| الناتج المحلي الإجمالي (بليون دولار)                      | 439.51 مليار             | 211.39 مليار                           |
| الناتج المحلي الإجمالي (تعادل القوة الشرائية) بليون دولار | 1.36 تريليون             | 393.13 مليار                           |
| الناتج المحلي الإجمالي الاسمي للفرد دولار أمريكي          |                          | 6.03 ألف                               |
| الناتج المحلي الإجمالي للفرد دولار أمريكي                 |                          | 11.99 ألف                              |
| مؤشر التنمية البشرية                                      | 0.766                    | 0.740                                  |
| رمز المكالمات الدولي                                      | +98                      | +51                                    |
| رمز الإنترنت                                              | .ir،                     | .pe                                    |
| المنطقة الزمنية                                           | ت ع م+03:30، توقيت إيران | توقيت بيرو، 00                         |

## منظمات دولية مشتركة
يشترك البلدان في عضوية مجموعة من المنظمات الدولية، منها:
| علم المنظمة | اسم المنظمة                                                | تاريخ انضمام إيران | تاريخ انضمام بيرو |
| ----------- | ---------------------------------------------------------- | ------------------ | ----------------- |
|             | مؤسسة التنمية الدولية                                      | 10 أكتوبر 1960     | 30 أغسطس 1961     |
|             | يونسكو                                                     | 6 سبتمبر 1948      | 21 نوفمبر 1946    |
|             | وكالة ضمان الاستثمار متعدد الأطراف                         | 15 ديسمبر 2003     | 2 ديسمبر 1991     |
|             | الأمم المتحدة                                              | 24 أكتوبر 1945     | 31 أكتوبر 1945    |
|             | العملية المشتركة للاتحاد الأفريقي والأمم المتحدة في دارفور | ?                  | ?                 |
|             | الفريق المعني برصد الأرض                                   | ?                  | ?                 |
|             | الاتحاد البريدي العالمي                                    | ?                  | ?                 |
|             | البنك الدولي للإنشاء والتعمير                              | 29 ديسمبر 1945     | 31 ديسمبر 1945    |
|             | المنظمة الهيدروغرافية الدولية                              | ?                  | ?                 |
|             | منظمة حظر الأسلحة الكيميائية                               | ?                  | ?                 |
|             | مؤسسة التمويل الدولية                                      | 28 ديسمبر 1956     | 20 يوليو 1956     |
|             | منظمة الشرطة الجنائية الدولية                              | ?                  | ?                 |

## وصلات خارجية
- موقع وزارة الخارجية الإيرانية
- موقع وزارة الخارجية البيروفية